# Rysstallen

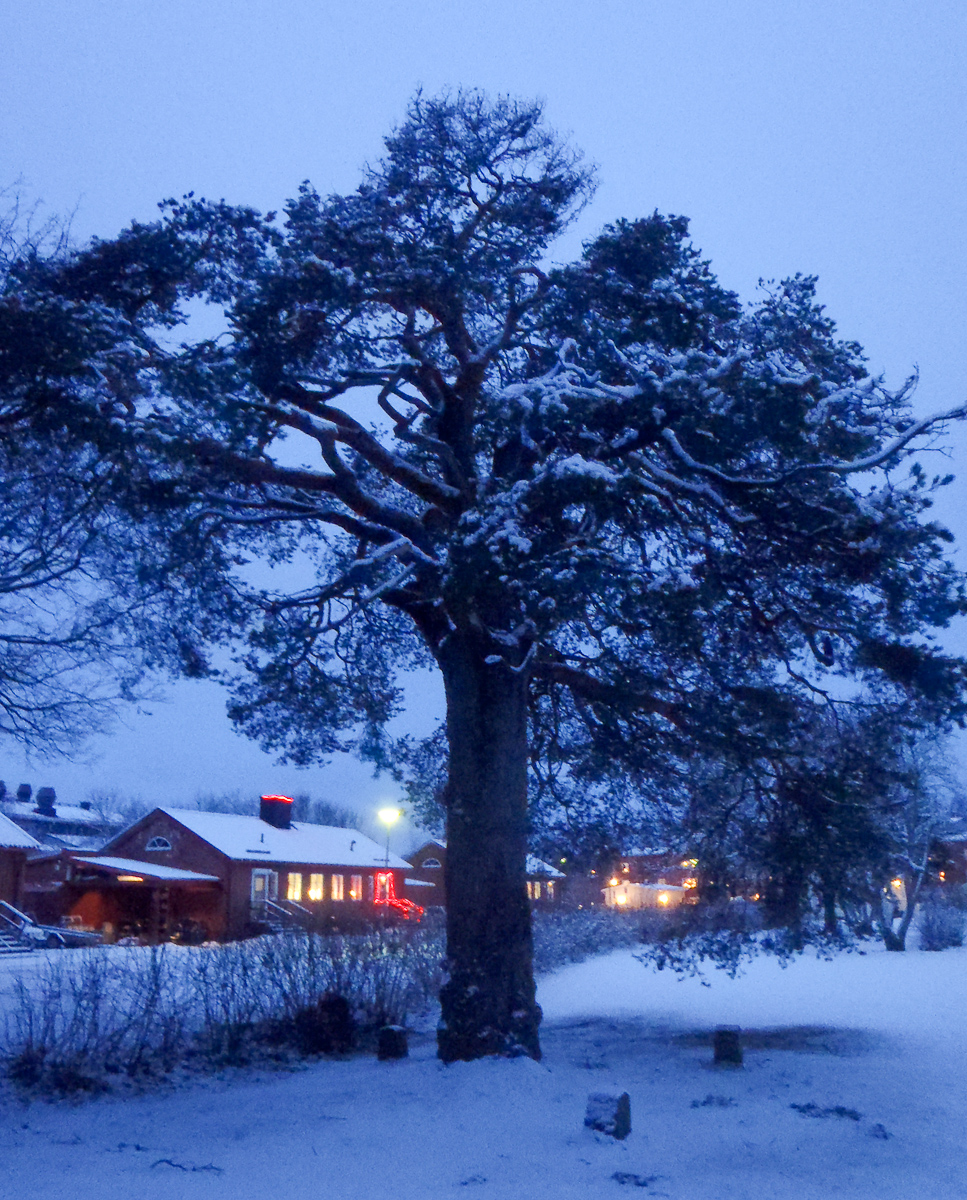
Rysstallen.

Rysstallen är en tall som finns i stadsdelen Backen i Umeå, i anslutning till Backens krigskyrkogård. Vid en åldersbestämning utförd 1999 fastslogs att tallens frö började gro år 1724.
Tallen är drygt 13 meter hög och har som största omkrets 4,75 meter, vilket gör den till en av de grövsta tallarna i regionen. Runt tallen finns tre stenpelare placerade.